# Корнелія (Джорджія)
Корнелія (англ. Cornelia) — місто (англ. city) в США, в окрузі Гейбершем штату Джорджія. Населення — 4503 особи (2020).

## Географія
Корнелія розташована за координатами 34°31′0″ пн. ш. 83°31′53″ зх. д. / 34.51667° пн. ш. 83.53139° зх. д. (34.516629, -83.531473).  За даними Бюро перепису населення США в 2010 році місто мало площу 10,31 км², з яких 10,20 км² — суходіл та 0,11 км² — водойми.

## Демографія
Згідно з переписом 2010 року, у місті мешкало 4160 осіб у 1495 домогосподарствах у складі 965 родин. Густота населення становила 403 особи/км².  Було 1728 помешкань (168/км²).
Расовий склад населення:
| - 67,7 % — білих - 5,7 % — чорних або афроамериканців - 4,2 % — азіатів - 0,9 % — корінних американців - 0,6 % — вихідців з тихоокеанських островів - 16,5 % — осіб інших рас |

До двох чи більше рас належало 4,4 %. Частка іспаномовних становила 34,8 % від усіх жителів.
За віковим діапазоном населення розподілялося таким чином: 29,8 % — особи молодші 18 років, 56,0 % — особи у віці 18—64 років, 14,2 % — особи у віці 65 років та старші. Медіана віку мешканця становила 31,9 року. На 100 осіб жіночої статі у місті припадало 93,9 чоловіків;  на 100 жінок у віці від 18 років та старших — 89,5 чоловіків також старших 18 років.
Середній дохід на одне домашнє господарство  становив 40 665 доларів США (медіана — 29 956), а середній дохід на одну сім'ю — 49 464 долари (медіана — 35 781). Медіана доходів становила 30 851 долар для чоловіків та 25 588 доларів для жінок. За межею бідності перебувало 39,3 % осіб, у тому числі 54,2 % дітей у віці до 18 років та 9,9 % осіб у віці 65 років та старших.
Цивільне працевлаштоване населення становило 1371 осіб. Основні галузі зайнятості: виробництво — 29,0 %, мистецтво, розваги та відпочинок — 13,2 %, роздрібна торгівля — 12,4 %.